# Hasselsnoksspindel
Hasselsnoksspindel (Segestria bavarica) är en spindelart som beskrevs av Carl Ludwig Koch 1843. Hasselsnoksspindel ingår i släktet ormspindlar, och familjen sexögonspindlar. Arten är reproducerande i Sverige. Inga underarter finns listade i Catalogue of Life.